# Norgesmesterskabet i ski 1947
Norgesmesterskabet i ski 1947 blev arrangert i Tistedalen, Halden og Gjøvik i 1947.

## Mænd

### 18 km
| Plads  | Udøver         |
| ------ | -------------- |
| Guld   | Erling Evensen |
| Sølv   | Olaf Dufseth   |
| Bronze | Leif Slagtern  |

### 30 km
| Plads  | Udøver          |
| ------ | --------------- |
| Guld   | Thorleif Vangen |
| Sølv   | Erling Evensen  |
| Bronze | Leif Haugen     |

### 50 km
| Plads  | Udøver          |
| ------ | --------------- |
| Guld   | Hallvard Eggset |
| Sølv   | Thorleif Vangen |
| Bronze | Arnljot Nyås    |

### Stafet
| Plads  | Udøver         |
| ------ | -------------- |
| Guld   | Hedmark        |
| Sølv   | Hallingdal     |
| Bronze | Gudbrandsdalen |

### Kombineret
| Plads  | Udøver         |
| ------ | -------------- |
| Guld   | Simon Slåttvik |
| Sølv   | Olaf Dufseth   |
| Bronze | Eldar Hagen    |

### Skihop
| Plads  | Udøver               |
| ------ | -------------------- |
| Guld   | Henry Amdahl         |
| Sølv   | Thorleif Schjelderup |
| Bronze | Birger Ruud          |